# Момиче върху топка
„Момиче върху топка“ (Acrobate à la boule) е картина на Пабло Пикасо, нарисувана през 1905.

## Сюжет
На картината е изобразена бродеща трупа от акробати. Почти цялото платно е заето от две фигури: слаба гимнастичка репетира цирков номер, балансирайки на топка и мощен атлет, който си почива.
Картината е изпълнена с вътрешен драматизъм, който е положен в основата на нейната композиция и е построена чрез съпоставяне на констрастите. Пейзажът, изобразен на картината представлява унила, изложена на слънцето хълмиста равнина, през която минава път, където е разположен и лагер на цирка. На заден план са изобразени дете и пасящ бял кон. Унилият фон констрастира с веселата работа на артистите, работещи сред шумни тълпи от зрители. Топката и кубът, стоящ на земята – циркови реквизити, също представляват противоположности. Контраст има и между движението на акробатката и неподвижността на атлета. Той практически се е слял в едно със своя постамент, олицетворявайки неподвижността и постоянството.

## История
Картината е едно от значимите произведения от „розовия“ период в творчеството на Пикасо. През 1913 г. тя е купена в Париж от И. А. Морозов. Картината се намира в „Държавния музей за изобразително изкуство А.С.Пушкин“.